# Hahntennjoch
Hahntennjoch (1894 m) je visoki planinski prijevoj u austrijskim Alpama u pokrajini Tirol.
Spaja gornju dolinu Inna s dolinom Lecha. Put vodi od Imsta do Elmena, a dug je 29 km. Popularan je među motociklistima i biciklistima.
To je mnogo kraći put od prijevoja Fern ili prijevoja Flexen preko Arlberga. Cesta je zavojita i strma, s nagibima do 18,9% i zatvorena je za promet preko 14 metričkih tona. Cesta je uglavnom zatvorena od studenog do travnja.
Prijevoj je sklon lavinama, kamenju koje pada i odronima blata. Godine 2004. postavljen je automatski sustav koji zatvara cestu u slučaju blokade.

## Povijest
Sadašnja cesta izgrađena je kasnih 1960-ih, a otvorena 1969. godine.

## Vanjske poveznice
|  | Zajednički poslužitelj ima još gradiva o temi Hahntennjoch |

- Profil na climbbybike.com  Arhivirana inačica izvorne stranice od 3. ožujka 2016. (Wayback Machine)